# L'amico del giaguaro (programa de televisió)
L'amico del giaguaro, presentat per Corrado amb la participació de Gino Bramieri, Marisa Del Frate, Raffaele Pisu, i amb Roberto Villa, va ser un programa de televisió retransmès per Rai 1 del 1961 al 1964 i considerada una sèrie de culte dels anys 1960.
Els autors del programa eren Italo Terzoli i Bernardino Zapponi. Es van emetre 19 episodis el 1961 (del 20 de maig al 30 de setembre), 17 el 1962 (del 30 de juny al 27 d'octubre) i 8 al 1964 (del 18 de juliol al 12 de setembre).
A cada episodi es parodiava una pel·lícula famosa. Una de les més reeixits va ser la de Sunset Boulevard de Billy Wilder, en el qual l'actriu Elsa Albani va fer el paper de la diva en declivi, interpretada al cinema per Gloria Swanson, mentre que Mike Bongiorno va representar amb habilitat al fidel xofer de la diva.
El programa va prendre el nom de la pel·lícula homònima del 1958 de Giuseppe Bennati amb Walter Chiari. Durant la transmissió, Raffaele Pisu feia un número de ventrilòquia que formava part de la trama de la pel·lícula.